# Tinh Đảo nhật báo
Tinh Đảo nhật báo (tiếng Trung: 星島日報) là tờ báo tiếng Trung lâu đời nhất và lớn thứ hai ở Hồng Kông. Báo này thuộc sở hữu của Tập đoàn Tin tức Tinh Đảo do Quách Anh Thành (tiếng Trung: 郭英成) làm chủ tịch. Tờ báo tiếng Anh của nó là The Standard. Ấn bản Toronto của Tinh Đảo một phần thuộc sở hữu của Star Media Group, nhà xuất bản của Toronto Star, một công ty thuộc Tập đoàn Torstar.

## Lịch sử
Tinh Đảo nhật báo là tờ nhật báo tiếng Trung lâu đời nhất ở Hồng Kông, bắt đầu xuất bản vào ngày 1 tháng 8 năm 1938. Ấn bản nước ngoài đầu tiên của tờ báo được ra mắt vào năm 1963 tại San Francisco, nơi văn phòng nước ngoài đầu tiên của tập đoàn được thành lập vào tháng 5 năm 1964.
Năm 1992, Tinh Đảo nhật báo do gặp phải khó khăn về tài chính đã thành lập một ấn phẩm chung với Tập đoàn Xuất bản Văn hóa Quốc tế, một tổ chức bình phong của Bộ An ninh Quốc gia. Cho đến năm 2002, công ty mẹ của Tinh Đảo nhật báo là Tập đoàn Tinh Đảo; kể từ đó nó được đổi tên thành Tập đoàn Tin tức Tinh Đảo.
Năm 2021, các công ty con của Tinh Đảo có trụ sở tại Mỹ đã đăng ký với Bộ Tư pháp Hoa Kỳ trên cương vị là đại diện nước ngoài theo Đạo luật Đăng ký Đại diện Nước ngoài.
Tinh Đảo có lịch sử lâu đời thân chính phủ. Trước khi bàn giao Hồng Kông cho Trung Quốc, tờ báo này đã ủng hộ Quốc Dân Đảng và chính phủ Hồng Kông thuộc Anh; và sau khi Hồng Kông được chuyển giao và trở thành đặc khu hành chính, báo bèn chuyển hướng ủng hộ sang chính quyền Bắc Kinh.